# 何建军 (影视导演)
何建军（1960年—），又名何一，北京人，毕业于北京电影学院，是中国大陆知名导演。

## 生平
1960年，何建军出生在北京市。何建军的职业生涯开始于北京电影学院，这是中国著名的电影人才培养学校。
1993年，何建军开始拍摄《悬恋》，拍摄只有12天，他几乎精神奔溃。
1993年，《悬恋》参加了鹿特丹国际电影节，这部电影也引发中华人民共和国政府的忿怒，1994年，他被列入黑名单，还有田壮壮、王小帅、吴文光和张元等。
1995年，因为被政府列入黑名单，他的作品《邮差》偷偷拍摄完成。

## 作品
| 年份 | 作品     | 备注                                                              |
| ---- | -------- | ----------------------------------------------------------------- |
| 1994 | 悬恋     | 国际影评人协会奖（鹿特丹国际电影节）                              |
| 1995 | 邮差     | 亚历山大黄金奖（塞萨洛尼基国际电影节） 老虎奖（鹿特丹国际电影节） |
| 1999 | 风景     |                                                                   |
| 2001 | 蝴蝶微笑 |                                                                   |
| 2004 | 蔓延     |                                                                   |
| 2008 | 水上人家 |                                                                   |